# 王仁洲
王仁洲（1957年4月—），浙江宁波人，1978年12月加入中国共产党，浙江省委党校政治经济学专业毕业，本科学历。第十一届全国人民代表大会浙江地区代表。
历任浙江省宁波市鄞县鄞江区委办事员、财税所专管员、副所长、所长、党支部书记，鄞县财税局计划会计股股长、副局长、局长，鄞县财贸办公室副主任、体改办主任、计委主任、县政府办公室主任，象山县副县长、代县长、县长，县委副书记。1999年9月，任中共宁波市委外经贸工作委员会书记、宁波市对外经济贸易合作委员会主任，2001年12月任宁波市对外贸易经济合作局局长。2004年5月当选中共宁波市委委员。2007年2月，任宁波市发展和改革委员会主任、党工委书记兼市发展规划研究院院长、党组书记等职。2008年起担任全国人大代表。2009年10月，任宁波人民政府党组成员、秘书长、办公厅党组书记。2011年3月18日，浙江省委拟提名王仁洲为宁波市副市长人选。2011年4月15日，被任命为宁波市人民政府副市长。